# Dan Kibet
Pour les articles homonymes, voir Kibet.
 (mars 2025).
La mise en forme du texte ne suit pas les recommandations de Wikipédia : il faut le « wikifier ».
Les points d'amélioration suivants sont les cas les plus fréquents :
- Les titres sont pré-formatés par le logiciel. Ils ne sont ni en capitales, ni en gras.
- Le texte ne doit pas être écrit en capitales (les noms de famille non plus), ni en gras, ni en italique, ni en « petit »…
- Le gras n'est utilisé que pour surligner le titre de l'article dans l'introduction, une seule fois.
- L'italique est rarement utilisé : mots en langue étrangère, titres d'œuvres, noms de bateaux, etc.
- Les citations ne sont pas en italique mais en corps de texte normal. Elles sont entourées par des guillemets français : « et ».
- Les listes à puces sont à éviter, des paragraphes rédigés étant largement préférés. Les tableaux sont à réserver à la présentation de données structurées (résultats, etc.).
- Les appels de note de bas de page (petits chiffres en exposant, introduits par l'outil «  Source ») sont à placer entre la fin de phrase et le point final[comme ça].
- Les liens internes (vers d'autres articles de Wikipédia) sont à choisir avec parcimonie. Créez des liens vers des articles approfondissant le sujet. Les termes génériques sans rapport avec le sujet sont à éviter, ainsi que les répétitions de liens vers un même terme.
- Les liens externes sont à placer uniquement dans une section « Liens externes », à la fin de l'article. Ces liens sont à choisir avec parcimonie suivant les règles définies. Si un lien sert de source à l'article, son insertion dans le texte est à faire par les notes de bas de page.
- La présentation des références doit suivre les conventions bibliographiques. Il est recommandé d'utiliser les modèles {{Ouvrage}}, {{Chapitre}}, {{Article}}, {{Lien web}} et/ou {{Bibliographie}}. Le mode d'édition visuel peut mettre en forme automatiquement les références.
- Insérer une infobox (cadre d'informations à droite) n'est pas obligatoire pour parachever la mise en page.

Pour une aide détaillée, merci de consulter Aide:Wikification.
Si vous pensez que ces points ont été résolus, vous pouvez retirer ce bandeau et améliorer la mise en forme d'un autre article.
Dan Kibet, né le 10 février 2004 est un coureur ougandais de moyenne (3000m) et longue distance (5000m) ougandais. 

## Biographie

### Début et Jeunesse
Kibet né dans le villlage de Sukut, il début sa scolarité dans l'école du lycée de chemanga. En 2019, il commence à courir en compétition . Il est entraîné par Addy Ruiter, qu'il rencontre à travers Global Sports Communication lors de leur camp à Chemwania en 2022. 

### Carrière
De 2019 à 2021, Kibet quitte l'Ouganda pour les état-unis précisement en l'Indiana pour participer à la National Association of Intercollegiate Athletics pour les Goshen Maple Leafs . En 2019, Il enregistre un meilleur résultat de 210e aux championnats de cross-country masculins NAIA .
En février 2023, Il remporte la 4e place  aux Championnats du monde d'athlétisme de cross-country , où il a terminé 4e dans la course U20 . 
Malgré la bonne performance de l'équipe ougandaise, ils n'étaient pas éligibles pour une médaille car ils n'ont terminé que trois coureurs, moins que les quatre requis pour le score de l'équipe, en raison du refus de visa des autres membres de l'équipe. 
En Mai 2023, lors duChampionnats d'Afrique U20, il a remporté la médaille d'or du 5 000 m. Sa victoire est comparée à celles de Boniface Kiprop.
Aux Championnats du monde d'athlétisme de cross-country 2024 à Belgrade, il participe à la course senior, où il terminé 11e et qualifie son équipe pour la médaille d'argent. 

### Vie Privée
Ses parents sont Michael Chebet et Patricia Yeko. 

## Records

### Meilleure progression personnelle
| # | Marque    | Pl.    | Concours                   | Lieu               | Date        | Ref. |
| - | --------- | ------ | -------------------------- | ------------------ | ----------- | ---- |
| 1 | 14:12.61A | 15ème  |                            | Kampala, Ouganda   | 7 May 2021  |      |
| 2 | 13:46.06A | </img> | Essais nationaux ougandais | Kampala, Ouganda   | 4 Mar 2022  |      |
| 3 | 13:19.38  | 7ème   | IFAM Oordegem              | Oordegem, Belgique | 27 May 2022 |      |
| 4 | 13:16.31  | 8ème   | IFAM Oordegem              | Oordegem, Belgique | 26 May 2023 |      |